# Michael Henry Wilson
 (janvier 2017).
Pour les articles homonymes, voir Wilson.
Michael Henry Wilson, né le 2 octobre 1946 à Boulogne-Billancourt et mort le 26 juillet 2014 à Westlake, en Californie, est un réalisateur, producteur, critique et historien du cinéma français.
Michael Henry Wilson mène une carrière d’enseignant et critique de cinéma, puis parallèlement celle d’auteur et de réalisateur. Il s'établit à Westlake en 1982.

## Biographie
Après une thèse consacrée au cinéma expressionniste allemand (1969), il devient chargé de cours et enseigne de 1969 à 1982 l’esthétique et l’économie du cinéma dans les universités Paris VIII (Vincennes), Paris III (Censier) et Paris I (Institut d’Art et d’Archéologie). S’appuyant sur les travaux de Christian Metz, il enseigne notamment la sémiologie du cinéma appliquée à l’analyse de films.
Comme critique de cinéma, il collabore pendant quarante ans à Positif, revue pour laquelle il a interviewé de grands cinéastes hollywoodiens. Ses essais sont parus dans plusieurs magazines, anthologies et encyclopédies du cinéma en France et aux États-Unis.
Parallèlement à sa carrière de cinéaste (voir liste de films plus bas), il poursuit son travail d'écriture – portraits et entretiens – sur de grands réalisateurs tels que Martin Scorsese, Raoul Walsh, Jacques Tourneur et Clint Eastwood. En mai 2014, il dresse une anthologie de 58 cinéastes américains sous le titre À la porte du paradis, cent ans de cinéma américain, publiée en France deux mois avant sa disparition. En mai 2014, Il rentrait à peine d'un voyage en Birmanie, afin de commencer le repérage pour le troisième documentaire d'un triptyque inspiré par le Dalaï-lama qui lui avait suggéré après À la Recherche de Kundun – réalisé pendant le tournage du Kundun de Scorsese – d'aller en Afrique du Sud pour rencontrer Nelson Mandela. Ainsi naquit Reconciliation : Mandela's Miracle pendant que Clint Eastwood tournait Invictus. Ce dernier documentaire sur la Dame de Rangoon devait conclure ce triptyque.
Michael Henry Wilson travaillait depuis de nombreuses années sur une histoire du cinéma britannique conjointement avec Martin Scorsese.
Michael Wilson, bilingue et profondément bi-culturel grâce à un père américain et une mère française, était le petit-fils de Henri Hoppenot, diplomate français qui fut délégué aux États-Unis en 1944 sous le Gouvernement provisoire de la République française présidé par le Général de Gaulle, puis ambassadeur comme représentant permanent de la France à l'ONU de 1952 à 1955, et membre du Conseil d’État de 1956 à 1964. Sa grand-mère, Hélène Hoppenot, a laissé un important Journal (publié aux éditions Claire Paulhan) et plusieurs albums de photos. Michael Henry Wilson était également passionné d'Histoire et avait écrit un script pour un long-métrage : Vidocq. Il fut, très jeune, particulièrement attaché à l'œuvre intégrale de Chateaubriand, dont Attala qui le bouleversait et fut majeure dans sa représentation de l'Amérique.
Son style très littéraire est nourri des grands auteurs de la littérature française dont il aime parler et qui influencèrent son enfance puisque ses grands-parents diplomates étaient amis de Pierre Teilhard de Chardin, Paul Claudel, et de Saint-John Perse, la génération de poètes sacrifiés.
Michael H. Wilson incarnait à la perfection la biculturalité et savait apporter une analyse bien française dans une langue précise, fine et ciselée, sur une œuvre américaine dont il comprenait parfaitement la culture.

## Filmographie
- 1988 : Les Modernes (The Moderns) - 126 min, fiction de Alan Rudolph – M.H. Wilson : creative consultant
- 1989 : Hollywood Mavericks - 90 min, documentaire de Florence Dauman et Dale Ann Stieber (AFI-NHK) – M.H. Wilson : coscénariste et creative consultant.
- 1992 : L’Histoire de la MGM (When the Lion Roars) - Mini-série de 7 heures pour Turner Entertainment. Emmy de la “Meilleure série d’information” en 1992. M.H. Wilson : coscénariste et coréalisateur associé.
- 1995 : Épisode Scorsese de Une journée du cinéma  (A Day in the Life of Cinema) - Diffusion Canal Plus – M.H. Wilson : scénariste, producteur, réalisateur.
- 1995 : Un voyage avec Martin Scorsese à travers le cinéma américain - 225 min, documentaire en trois volets célébrant un siècle de cinéma américain. Présenté au Festival de Cannes en 1995 dans le programme officiel, puis dans une trentaine de festivals internationaux. M.H. Wilson : coscénariste et coréalisateur avec Martin Scorsese
- 1998 : À la recherche de Kundun avec Martin Scorsese - 85 min, long-métrage documentaire qui retrace la rencontre de Martin Scorsese avec le Dalaï-lama et le peuple tibétain. Distribué en Europe et aux États-Unis, le film recevra le Prix humanitaire au festival des Nations unies. Sortie en France : 7 octobre 1998. M.H. Wilson : scénariste, producteur, réalisateur.
- 1999 : Le Cinéma de James Cameron - Documentaire, diffusion Canal Plus – M.H. Wilson : scénariste, coproducteur.
- 2000 Investigating Sex, alias Intimate Affairs - 108 min, fiction de Alan Rudolph – M.H. Wilson : coscénariste avec Alan Rudolph.
- 2007 : Clint Eastwood, le franc-tireur- 82 min - Documentaire TV, diffusion, Arte, 27 mai 2007 - M.H. Wilson : scénariste, producteur, réalisateur.
- 2010 : Réconciliation, le miracle Mandela (Reconciliation: Mandela's Miracle), 88 min, sortie en France : 13 novembre 2010 (Festival international du film d'Amiens) - M.H. Wilson : scénariste, producteur, réalisateur.
- 2013 : Retour au Paradis, interview de Michael Cimino[3].